# Дула, Питер
Питер Дула (англ. Peter Dula; род. 15 ноября 1947) — кенийский боксёр, представитель средней и полутяжёлой весовых категорий. Выступал за национальную сборную Кении по боксу в первой половине 1970-х годов, чемпион Африканских игр, победитель и призёр турниров международного значения, участник летних Олимпийских игр в Мюнхене.

## Биография
Питер Дула родился 15 ноября 1947 года.
Первого серьёзного успеха в боксе на взрослом международном уровне добился в сезоне 1972 года, когда вошёл в основной состав кенийской национальной сборной и выступил на домашнем чемпионате Африки в Найроби, где стал серебряным призёром в зачёте среднего веса — в решающем финальном поединке уступил угандийцу Мартину Акубе. Благодаря череде удачных выступлений удостоился права защищать честь страны на летних Олимпийских играх в Мюнхене — уже на предварительном этапе категории до 75 кг в своём стартовом поединке раздельным решением судей потерпел поражение от поляка Витольда Стахурского и сразу же выбыл из борьбы за медали.
После мюнхенской Олимпиады Дула ещё в течение некоторого времени оставался в составе боксёрской команды Кении и продолжал принимать участие в крупнейших международных турнирах. Так, в 1973 году в среднем весе он одержал победу на Всеафриканских играх в Лагосе, в частности в финале в первом же раунде отправил в нокаут угандийца Джона Опио.
В 1974 году выступил на Играх Содружества в Крайстчерче, проиграв в четвертьфинале полутяжёлого веса нигерийцу Айзеку Ихурии, боксировал на впервые проводившемся чемпионате мира в Гаване, где в четвертьфинале средней весовой категории был остановлен румыном Алеком Нэстаком.